# Филипп II (герцог Померании)
Филипп II Набожный (нем. Philipp II. von Pommern; 28 июля 1573, Францбург — 3 февраля 1618, Щецин) — герцог Штеттинский (1606—1618).

## Биография
Представитель померанской династии Грифичей. Старший сын герцога Штетинского Богуслава XIII (1544—1606) от первого брака с Кларой Брауншвейг-Люнебургской (1550—1598).
Учился в Ростоке, затем совершил двухлетнее путешествие по странам Европы, где особенно его пленила Флоренция. Автор нескольких научных диссертаций, в том числе в области изобразительного искусства.

С 1601 году его отец Богуслав XIII вёл переговоры о браке своего старшего сына Филиппа с принцессой Софией (30 мая 1579 — 3 июня 1618), дочерью Ганса II Шлезвиг-Гольштейн-Зондербургского и Елизаветы Брауншвейг-Грубенгагенской. После помолвки, состоявшейся 26 июня 1604 года в Барте, состоялась свадьба 10 марта 1607 года в Штеттине.
В марте 1606 года после смерти отца Богуслава XIII Филипп II унаследовал щецинский герцогский престол. Он был широко известным и уважаемым меценатом культуры и коллекционером произведений искусства. По его поручению немецким картографом Эйльхардом Любином была создана Карта Померанского герцогства (1610—1618). Провёл дальнейшее улучшение Штеттинского замка. В 1616—1619 годах он построил пятиэтажное крыло замка.
44-летний герцог Филипп II Померанский скончался 3 февраля 1618 года и был похоронен в дворцовом костёле Святого Отто 18 марта 1618 года в Щецине. Брак Филиппа II с Софией Шлезвиг-Гольштейн-Зондербургской был бездетным. Титул герцога Штеттина получил его младший брат Франц (1618—1620).